# タルモン＝シュル＝ジロンド
タルモン＝シュル＝ジロンド （Talmont-sur-Gironde）は、フランス、ヌーヴェル＝アキテーヌ地域圏、シャラント＝マリティーム県のコミューン。
この古いバスティッドは、イングランド王にしてアキテーヌ公であったエドワード1世が、1284年にジロンド川を見下ろす露頭の上に築かせた。
観光と工芸のための村、時にはタチアオイが生い茂る地ともされるタルモンは、崖の端にあるロマネスク様式の教会もその名声の一部である。かつてはフランスのサンティアゴ・デ・コンポステーラの巡礼路の途上の村であった。
コミューンは、フランスの最も美しい村に登録されている。

## 地理

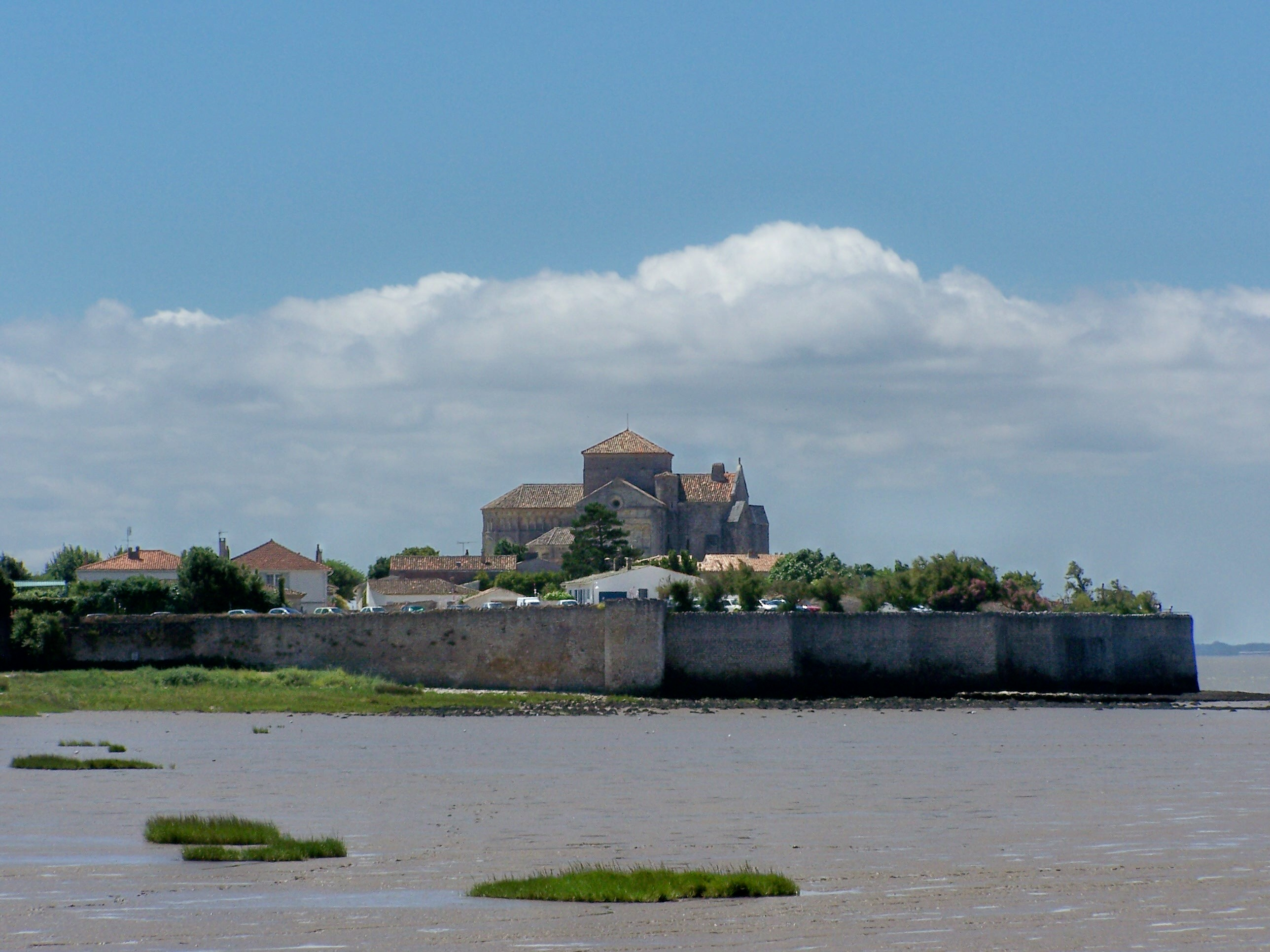
北西から見たタルモン

面積444ヘクタールのうち2/3が、ジロンド川河口に面した湿地である。北にはメシェ＝シュル＝ジロンド、東はアルス丘陵である。ジロンド川に注ぐ支流が湿地帯を蛇行する。
コミューンの残り1/3は、沿岸部に連なる石灰岩質の台地で、崖は海から侵食されている。中世以来のまちはその台地の1つにある。カイヨーの崖から分離された一角にタルモンはあり、半島を形成している。
湿地が放牧地として利用されているので、コミューン南部は主として穀物を生産する農家やワイン用ブドウ生産者が占めている。
繁殖や越冬に適した場所があり、渡り鳥の特別保護区となって、Natura2000（en）に登録されている。
コミューンの99%は農地、それも草地で占められる。1988年4月2日より、水と湿地に囲まれた環境を持つコミューン全体が建築遺産を保護する特別地域に分類されている。コミューン面積の93%が野生動物の生息地として保護されており、そのうち83%は保護鳥類である。ヒメハイイロチュウヒ、サギ、ハヤブサといった多くの種の繁殖地、渡り鳥の中継地となっている。

## 交通
タルモン＝シュル＝ジロンドはロワイヤンから19km、サントンジュ地方のかつての首都にして県第3の都市サントから36kmの位置にある。ロワイヤン＝ロシュフォール間、ロワイヤン＝ラ・ロシェル間の道路の再開発がなされ、北に85km離れた郡庁所在地へ約1時間半で行ける。
コミューンを通過する主要道は2つのみである。県道145号線は、ロワイヤンとボルドー間を結ぶ観光道路である。県道114e9号線は、隣町アルスへ向かう第2の道路である。まちと地方道のネットワークは、中世のまちとカイヨーの間の接続を確立している。
まちから20km離れたところに、商業路線のないロワイヤン＝メディ飛行場がある。最寄の空港は55km北のロワイヤン＝サンタニャン空港、105km離れたボルドー＝メリニャック空港である。
第一次世界大戦中、小郡庁のあるコーズへ鉄道でつなぐ構想があった。主として軍事目的であったこの事業は、戦争が終結すると直ちに放棄された。ロワイヤン駅がまちに最も近い鉄道駅である。

## 由来
12世紀から14世紀の古い文書は、Talamundus、Talamone、Talamoと無差別に言及している。17世紀にはいくつかの文書でTallemondやTalmondと記された。

## 歴史
人の定住は太古にさかのぼることができる。多かれ少なかれ、村の存在は重要なローマ時代のまちノウィオレグムに依存していたという仮説がなされる。1876年、郷土史家ウトロープ・ジュアンは、集落の中心にガロ＝ローマ時代の石組みを発見した。実際には、タルモンの重要性が増してノウィオレグムを放棄したことを示唆する手がかりであった。古代都市の遺跡は、現在の村の萌芽である採石場となったのである。

### イングランドの閉鎖都市
中世の間、タルモンはTalamoと呼ばれる軍事の土地、荘園であった。1284年、タルモンはイングランド王にしてアキテーヌ公であるエドワード1世が買い上げた。王は、当時フランス南西部で華開いていたバスティッドに匹敵する閉鎖都市をつくろうと、防衛を強化することにした。したがって都市計画は碁盤の目状態で、通りには防衛をたやすくするため直角に交差する場所をもうけ、敵の侵攻をより困難にした。事業は、王がサセックスのウィンチェルシーで行った図面に基づいていた。
この時点では、教会の先に古い遺跡を見ることができる城壁で囲まれていた。たとえば、四角い塔・ブランシュ塔のあった唯一の痕跡である壁の一部である。
百年戦争中、タルモンはイングランドとフランスの激しい係争の地であった。
重要な軍事要塞であったので、タルモンはフランスのサンティアゴ・デ・コンポステーラの巡礼路の巡礼地であった。巡礼者は教会の守護聖人聖ラドゴンドへ祈りをささげた後、スラック聖堂へ向かうためジロンド川を渡るか、ブライからボルドーへ向かい旅を続けるかを、選択できた。
14世紀終わり、タルモンはフランス王領に組み込まれた。古い文書はまちの知事、Mondisson la Chassaigneについてふれている。1410年にはギュイエンヌ公ルイ（シャルル6世の王子）はルノー6世・ド・ポンスに置き換えるよう要請した。正式な文書が出され、ギュイエンヌ公ルイが新たにサントンジュに送り込まれた。
1440年、シャルル7世はタルモン行政管区を海軍提督プリジャン・ド・コエテヴィに贈った。

### 争いの時代

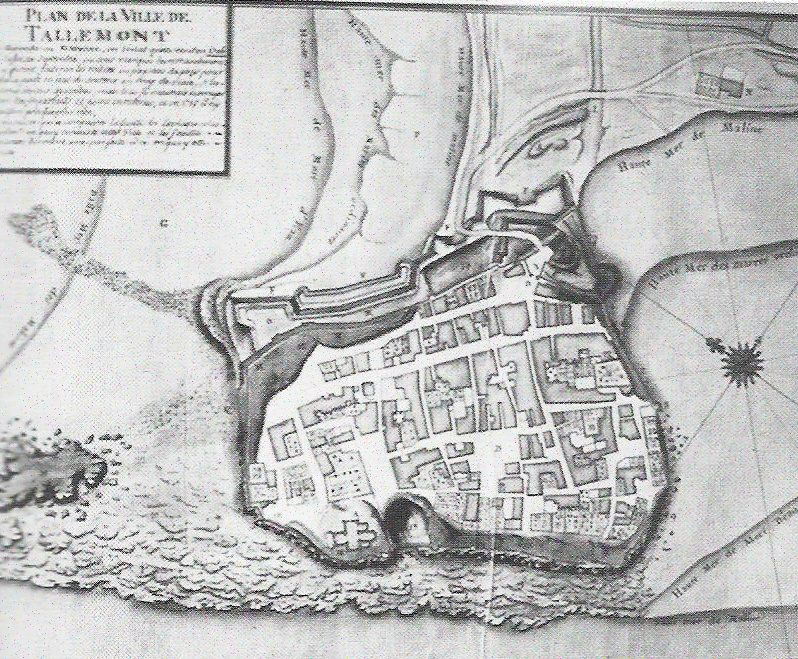
1706年に描かれたタルモン

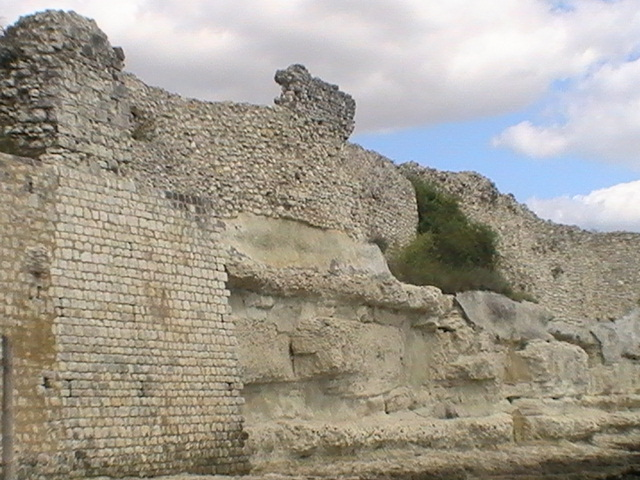
クロード・マッセが1706年に修復した城壁の遺跡

ユグノー戦争中、ジロンド川周辺は新教改宗者が多かったが、タルモンはカトリック信仰に忠実であった。1563年春、タルモンは武装したカルヴァン派の軍に落とされた。しかし、まもなくしてカトリックの牙城となった。翌年、バスク人傭兵たちがタルモンを襲撃し、コーズへ撤退した。力で屈しなかったタルモンは、策略で落とされた。1574年のカーニバルで、ユグノーの兵士たちが要塞警備の偽装をして侵入し、仲間のために内側からタルモンの扉を開いた。以後2年間、タルモンはユグノー派にとどまり、ボーリューの和平後はカトリックの手から離れることはなかった。
フロンドの乱さなかの1652年、フロンド側の高貴な貴族たちはスペイン軍と同盟し、タルモンを占領、放逐される前に防衛設備のほとんどを破壊した。
新教の許容は、ルイ13世が主導し、その後継者ルイ14世が引き継いだ対抗改革に直面することとなった。1682年、国王がナントの勅令を廃するフォンテーヌブローの勅令を公布、1682年に正式に新教信仰が禁じられた。1682年の勅令は神教の説教を違法としたために、『砂漠の教会』（l'église du désert）と呼ばれる時代の始まりを決定付けた。この時、納屋、時には船の上が『祈りの家』（maisons d'oraison）に変えられた。
17世紀終わり、タルモンはラ・ロシェルのジェネラリテ（Généralité、徴税を行う政府の分局）に属していた。タルモンはマレンヌ選挙区の飛び地であった。1699年に回顧録を執筆する際、ミシェル・ベゴンはシャトレニー・ド・タルモン教区（châtellenie de Talmont）についてふれている。タルモンのまちの外では、小麦、ワイン、干草がつくられていた。
タルモンの要塞は、断続的に続く紛争で傷ついた。城壁の修理は1706年に技師クロード・マッセにゆだねられた。6箇所の『邪悪な砲台』（meschants canons）は海岸からの攻撃からまちを守るために備え付けられた。しかし、資材の不足から事業は終わらなかった。
18世紀から19世紀のタルモンは、主要貿易港であったため比較的豊かであった。ボルドーへ向かう途上の船がタルモンに停泊したからである。最初の碁盤の目状のまちなみは復活せずに中世に建てられた住宅が再建された。

### 2つの世界大戦
第一次世界大戦中の1917年、アメリカ軍は軍用資材の積み替え地となる軍港を、タルモンにつくることにした。準備作業は1917年7月に行われた。アメリカ軍は、数世紀にわたって侵食されてきた、教会の西側にある小島、スフィンクス島を爆破した。6000人のアメリカ海軍工兵隊、まちの外の弊社に収容されていた1500人のドイツ人戦争捕虜がかかわって鉄道線が敷かれた。
1918年の休戦協定は、この事業の死を告げる美しい鐘の音であった。タルモンを工業港にするという案は数年後に浮上した。タルモンをボルドーの外港とする実現可能性を調査するため、1923年から1924年の間市長ポール・メタディエの招きで閣僚の代表団がタルモンへやってきた。

### 現代
1990年代初頭、地域圏議会はジロンド川河口の2つの流れを結ぶ高架橋建設に関する、広範な協議を開始した。最初の計画ではアルスからタレまでの11kmの区間の橋であった。ジロンド川高架橋建設共同組合参加を受け入れた数日後の1990年8月2日、タルモン議会は高架橋建設を、満場一致で否決した。
2003年10月31日、激しい嵐がこの地方に影響を与えた。教会のファサードに落雷があり、数箇所の損傷があった。

## 人口統計
| 1962年 | 1968年 | 1975年 | 1982年 | 1990年 | 1999年 | 2006年 |
| ------ | ------ | ------ | ------ | ------ | ------ | ------ |
| 128    | 115    | 92     | 79     | 83     | 83     | 79     |

source=Cassini

## 経済

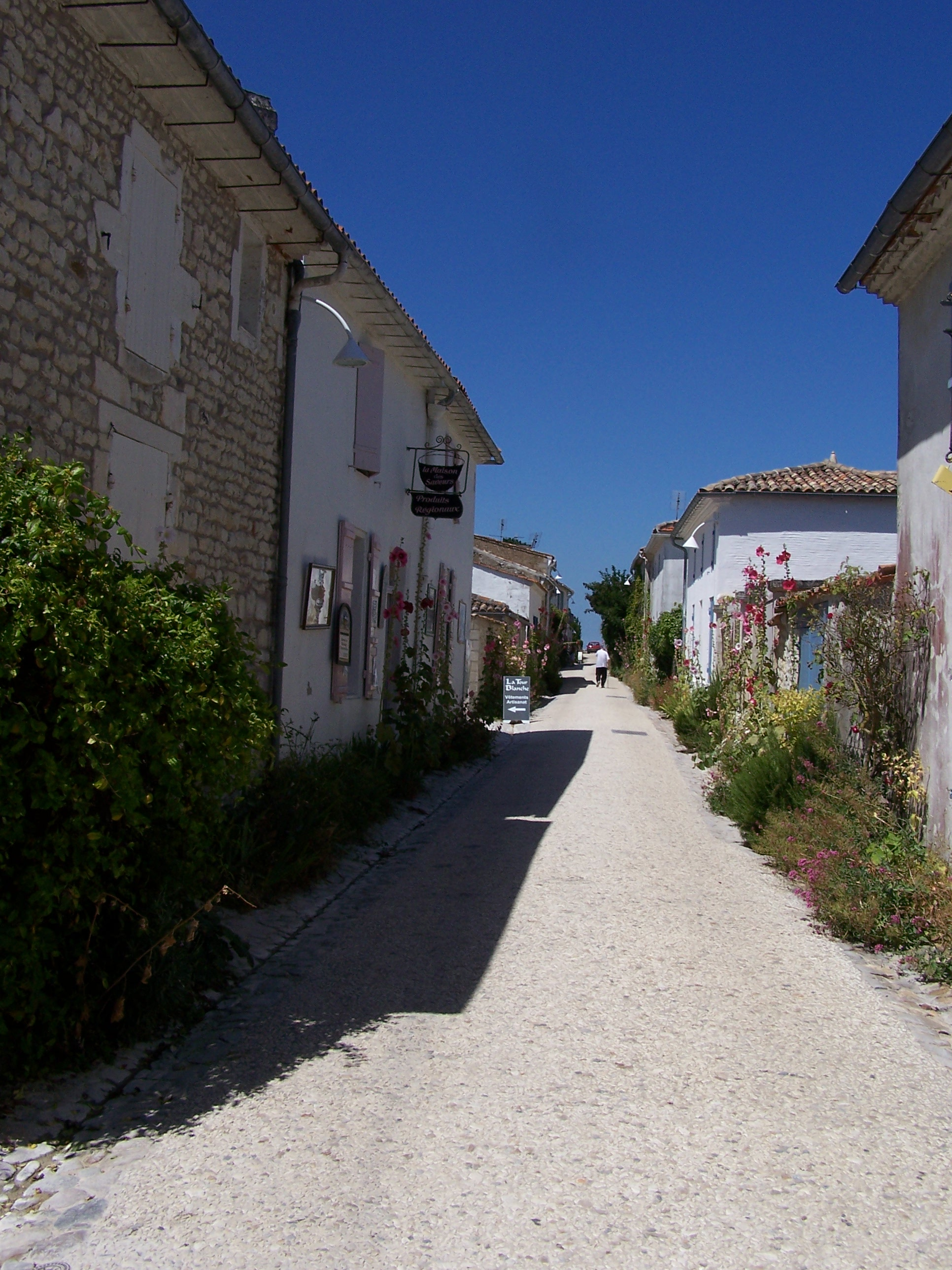
タルモンの路地

タルモン経済は、長い間共同で行う漁業、農業、ワイン用ブドウ栽培で成り立ってきた。1835年、コミューンは、石でできた埠頭、漁港への遊歩道を建設した。そこは、ジロンド川河口を渡る多くの小型広底船の退避地となった。このため、ニベ科のオオニベ漁が盛んになった。漁師たちは捕れたカニやエビ、フジツボをコーズやメシェ＝シュル＝ジロンドの市場へ売りに行くのだった。
同じ時代、数軒の農家は、コニャックに使用されるブドウの栽培で日々の糧を得ていた。郊外のカイヨーに建てられた醸造所は現在も稼動している。地元シャラント産のワインは『ヴァン・デュ・タルモンデ』（Vins du Talmondais）の名で作られていた。
1920年代、チョウザメ漁が盛んになった。その価値は魚卵にあった。このことはジロンド産キャビアの幕開けとなった。この漁は乱獲によって漁獲高が減少し、1982年に当局が漁を禁止した。
上記の経済活動と平行し、観光業はコミューン経済で益々重要な役割を果たしている。19世紀終わり、エミール・ゾラなどの作家たちがタルモンを『発見』するようになった。タルモンは、ロワイヤンに滞在するリゾート客の景勝地となっている。1960年代、当時フランス文化大臣であったアンドレ・マルローが主導し、コミューンの復元運動が進められた。そしてタルモンは観光と工芸の村へ転換されたのである。

## 公共サービス
小学校は1970年に廃校となったため、学生は近接するコミューンの学校へ通う。最も近い小学校はアルスとメシェ＝シュル＝ジロンドにある。リセはロワイヤンにあるが、コレージュは9km離れたコーズにある。
診療所と薬局はコーズにある。最も近い総合病院はロワイヤンとサントにある。

## 史跡
- サント＝ラドゴンド教会 - 12世紀のロマネスク様式。かつてサンティアゴ・デ・コンポステーラの巡礼路の中継地点であった。
- マラン墓地 - 教会を取り巻く、伝統的なサントンジュの閉鎖墓地。1950年代まで、カトリックと新教徒は別々の囲い地内に墓をつくっていた。

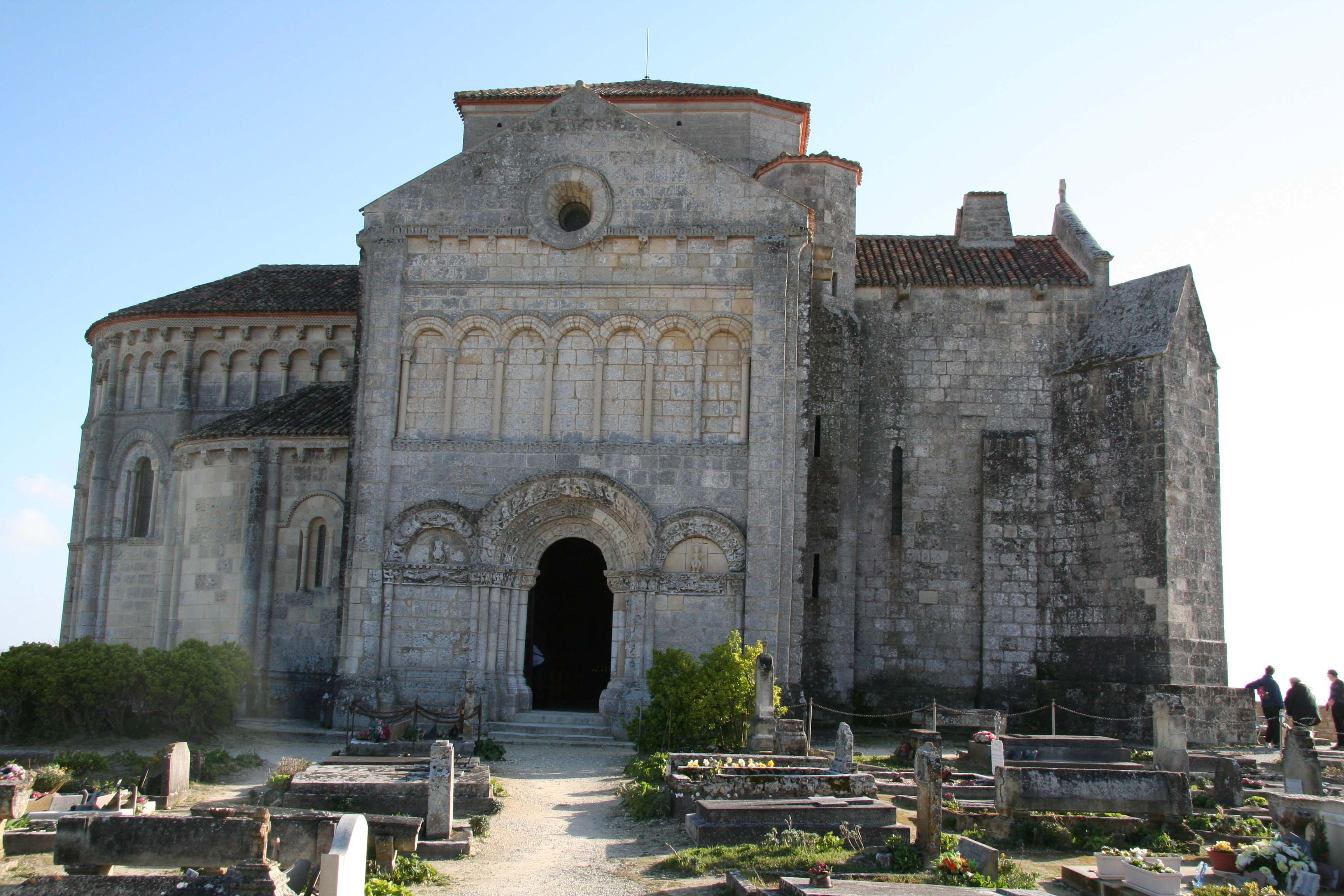
サント・ラドゴンド教会
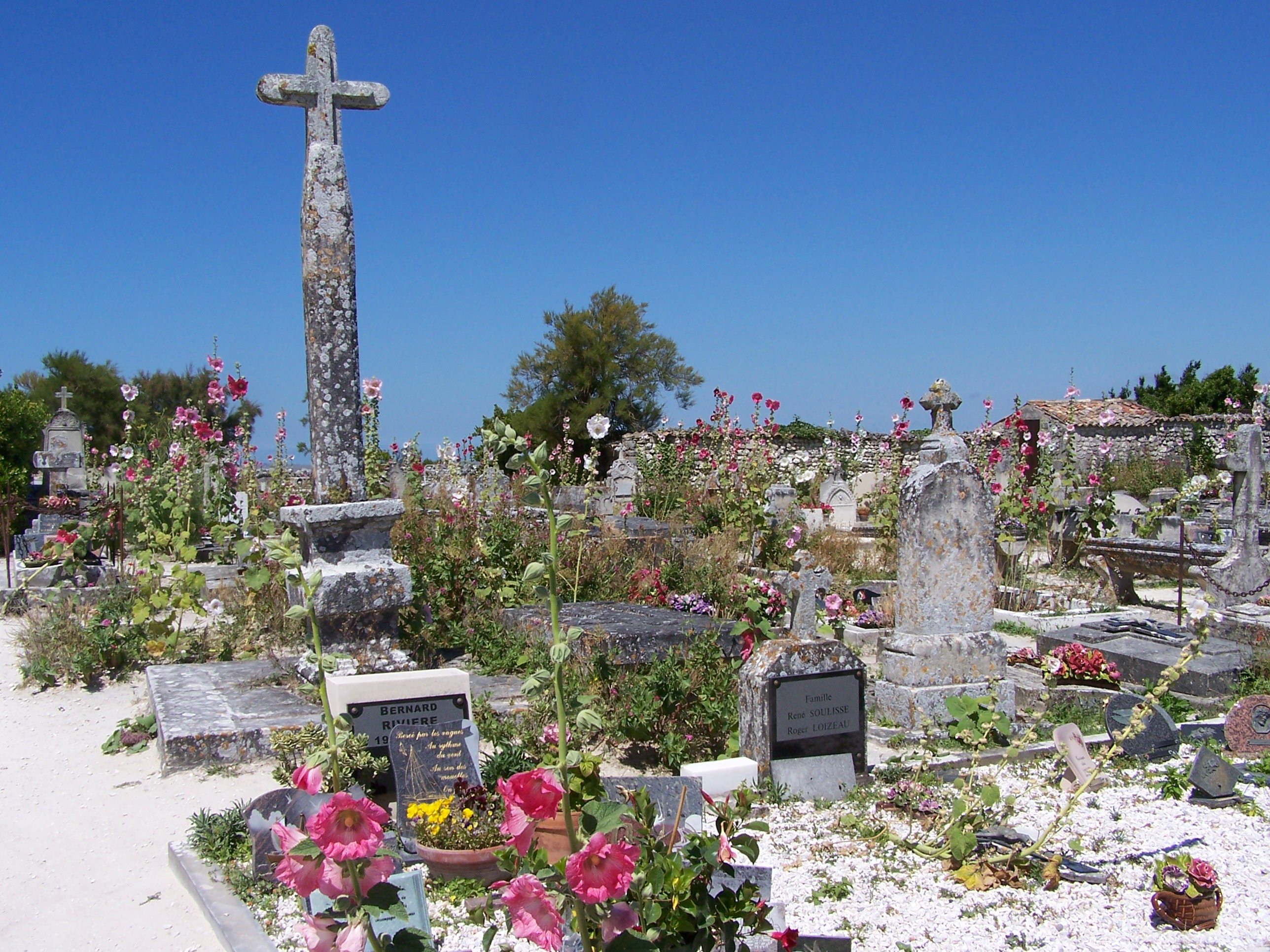
マラン墓地